# Dick Simon Racing
A Dick Simon Racing foi uma equipe de Fórmula Indy muito conhecida no automobilismo norte-americano, que fez grande sucesso, principalmente na década de 90, e início do Século XXI, deixou de existir.
Entre seus pilotos, destacou-se o brasileiro Raul Boesel. Além dele, tiveram passagem pela Simon: o inglês Ian Ashley, o também brasileiro Maurício Gugelmin, o holandês Arie Luyendyk, os japoneses Hideshi Matsuda e Hiro Matsushita, os norte-americanos Scott Pruett, Lyn St. James e Dennis Vitolo, o chileno Eliseo Salazar (na Champ Car - unificada na época), os italianos Michele Alboreto e Alessandro Zampedri, o mexicano Michel Jourdain Jr. e o francês Stéphan Grégoire.

## Pilotos

### CART
- Ian Ashley (1986-1987)
- Fulvio Ballabio (1988)

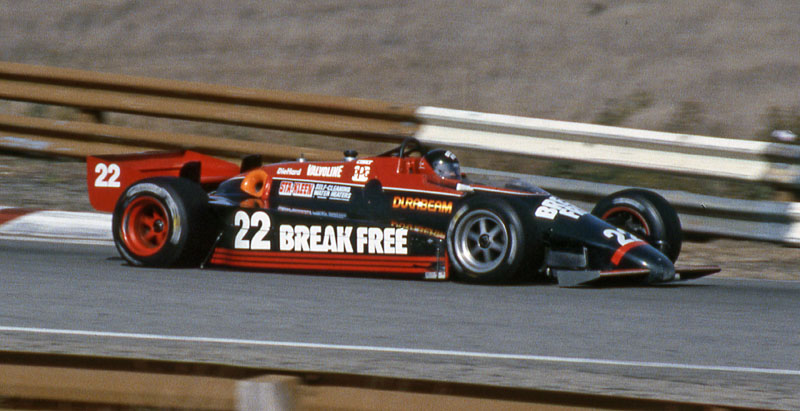
Carro da Dick Simon Racing na CART em 1984.

- Raul Boesel (1985-1986, 1992-1994)
- Gary Brabham (1993)
- Scott Brayton (1989-1993)
- Jean-Pierre Frey (1988)
- Philippe Gache (1992)
- Bertrand Gachot (1993)
- Marco Greco (1995)
- Carlos Guerrero (1995)
- Maurício Gugelmin (1993)
- Dean Hall (1995)
- Ludwig Heimrath, Jr. (1987)
- Jorge Koechlin (1983)
- Arie Luyendyk (1988-1989, 1995)
- Hideshi Matsuda (1994)
- Hiro Matsushita (1990, 1992, 1994)
- Mike Nish (1984)
- Tero Palmroth (1988-1990)
- Tom Phillips (1986)
- Scott Pruett (1988)
- John Richards (1987)
- Chip Robinson (1986)
- Eliseo Salazar (1995)
- Dick Simon (1983-1988)
- Joe Sposato (1990)
- Lyn St. James (1992-1995)
- Didier Theys (1988)
- Dennis Vitolo (1994)
- Jeff Wood (1987)

### IRL
- Michele Alboreto (1996*)
- Racin Gardner (1996*)
- Stephan Gregoire (1999-2001)
- Joe Gosek (1996*)
- Michel Jourdain, Jr. (1996*)
- Lyn St. James (1996*, 2000)
- Fermin Velez (1996*)
- Alessandro Zampedri (1996*)